# Демченки
Демченки —  село в Україні, у Глобинській міській громаді Кременчуцького району Полтавської області. Населення становить 26 осіб. До 2020 орган місцевого самоврядування — Іваново-Селищенська сільська рада. Також до цієї сільради входили с. Іванове Селище та с. Ковнірівщина.

## Географія
Село Демченки знаходиться на правому березі річки Хорол на відстані 6 км від сільської ради. Вище за течією за 5 км розташоване село Поділ Семенівського району, нижче за течією за 1,5 км розташоване село Іванове Селище, на протилежному березі — села Радалівка і Зубані. Поряд з селом проходить декілька іригаційних каналів.
Площа населеного пункту — 179,3 га.

## Історія
12 червня 2020 року, відповідно до розпорядження Кабінету Міністрів України № 721-р «Про визначення адміністративних центрів та затвердження територій територіальних громад Полтавської області», село увійшло до складу Глобинської міської громади.
19 липня 2020 року, в результаті адміністративно - територіальної реформи та ліквідації Глобинського району, село увійшло до складу новоутвореного Кременчуцького району.

## Економіка
Є тракторна бригада.

## Населення
Населення станом на 1 січня 2011 року становить 45 осіб, 43 двори. 
- 2001 — 152
- 2011 — 95 жителів, 43 двори
- 2021 — 30 жителів, 14 дворів
- 2022 — 26 жителів, 13 дворів
- 2024 — 23 жителі, 11 дворів

### Мова
Розподіл населення за рідною мовою за даними перепису 2001 року:
| Мова       | Кількість | Відсоток |
| ---------- | --------- | -------- |
| українська | 150       | 98.68%   |
| румунська  | 2         | 1.32%    |
| Усього     | 152       | 100%     |

## Інфраструктура
.Село не газифіковане.

## Відомі люди
Уродженцем села є Герой Радянського Союзу Коваленко Василь Наумович.